# Lista över Tysklands förbundsländer efter yta
| Förbundsland           | Yta i km² |
| ---------------------- | --------- |
| Bayern                 | 70 550,19 |
| Niedersachsen          | 47 614,07 |
| Baden-Württemberg      | 35 751,65 |
| Nordrhein-Westfalen    | 34 110,26 |
| Brandenburg            | 29 654,16 |
| Mecklenburg-Vorpommern | 23 411,05 |
| Hessen                 | 21 114,94 |
| Sachsen-Anhalt         | 20 451,58 |
| Rheinland-Pfalz        | 19 854,21 |
| Sachsen                | 18 420,15 |
| Thüringen              | 16 172,50 |
| Schleswig-Holstein     | 15 799,65 |
| Saarland               | 2 569,69  |
| Berlin                 | 891,68    |
| Hamburg                | 755,22    |
| Bremen                 | 419,38    |